# Gruïformes
L'ordre de les gruïformes comprèn una sèrie d'aus de coll i potes llargues que viuen, la majoria, a l'aigua i que tenen les ales arrodonides.
Al Principat de Catalunya apareixen 3 famílies: la dels ràl·lids (que és la que compta amb més representants), la dels grúids i la dels otídids (semblant a les grues però ni tan grans ni tan llargues i que, a més, és l'única família els components de la qual es troben en zones seques; tot i ser més petit que les grues, hi ha un representant dels otídids -el pioc salvatge o Otis tarda- el mascle dels quals pot arribar a pesar el doble que la grua).

## Taxonomia
La classificació dels gruïformes ha patit algunes revisions. Segons la classificació del Congrés Ornitològic Internacional, versió 13.2, 2023, aquest ordre conté 6 famílies amb 45 gèneres i 155 espècies:
- Família dels heliornítids (Heliornithidae), amb tres gèneres i tres espècies.
- Família dels sarotrúrids (Sarothruridae), amb tres gèneres i 15 espècies.
- Família dels ràl·lids (Rallidae), amb 33 gèneres i 118 espècies.
- Família dels psòfids (Psophiidae), amb un gènere i tres espècies.
- Família dels gruids (Gruidae), amb 4 gèneres i 15 espècies.
- Família dels aràmids, amb un gènere monotípic.

Les espècies de la família dels sarotrúrids, de recent creació, són incloses per altres autors, dins la família dels ràl·lids.